# Cànoves i Samalús

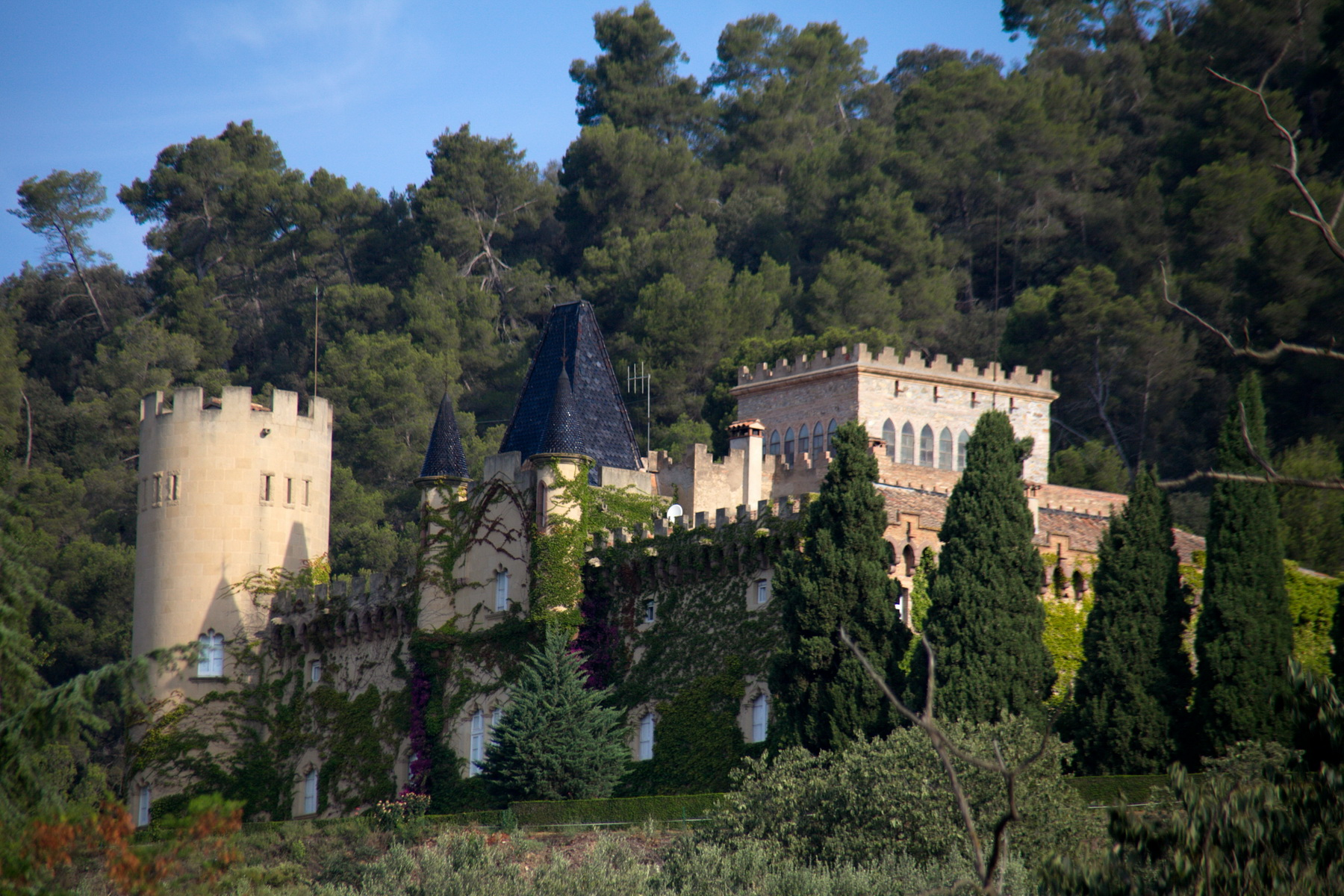
Castell de Samalús

Cànoves i Samalús és un municipi de la comarca del Vallès Oriental, amb el cap de municipi a Cànoves que va donar nom al municipi fins al 1989. Forma part de la subcomarca natural del Baix Montseny.

## Geografia
- Llista de topònims de Cànoves i Samalús (Orografia: muntanyes, serres, collades, indrets, etc.; hidrografia: rius, fonts, etc.; edificis: cases, masies, esglésies, etc).

| Figaró-Montmany           | Tagamanent | Montseny                 |
| La Garriga                |            | Sant Pere de Vilamajor   |
| Les Franqueses del Vallès | Cardedeu   | Sant Antoni de Vilamajor |

## Història
El nom de Cànoves apareix per primer cop l'any 1002 en una discussió de confirmació de béns del monestir de Sant Cugat del Vallès, perquè aquest monestir tenia béns dins el terme i l'església parroquial de Sant Muç, documentada des del 1077.
S'han trobat moltes restes d'èpoques més antigues entre les quals, les restes d'un poblat ibèric, habitat entre els segles vi i i aC al Puig del Castell de Samalús, sobre can Flequer i can Pujades, al sector de Samalús; i un petit tresor de 40 monedes, la majoria de la seca Lauro (que sembla que es trobava al Puig del Castell), de bronze, que circulaven pel país entre els segles iii i i aC. Aquestes restes varen ser trobades en bon estat de conservació el 1959 en arrancar un claper de pedres en terrenys del molí de can Ribes. També han aparegut tombes de lloses prop de cal Mestre de la capella de Santa Eugènia; i és igualment conegut el forn íbero-romà dit d'en Pega, en la mateixa zona de Samalús.
Més endavant consta com una de les parròquies del feu comtal del castell de Montbui, que posseïa el comte Gombau de Besora des del 992 com a mínim i que, un cop mort, els comtes Ramon i Almodis van confirmar al seu gendre Mir Geribert. El 1059 cita explícitament: la parròquia de «Sancto Andreo de Samalucio». Es tracta d'un monument d'estil romànic (Gallardo 1938) (Vall-Masvidal, 1983).
En aquesta zona de Samalús, dins la finca de can Torras i a pocs metres de can Pujades, on existia la masia d'aquest nom, també s'hi ha trobat una vila romana de can Martí. (X. Aquilué i Abadies i Jordi Pardo i Rodriguez). És una peça clau per entendre el procés cultural i econòmic de la romanització i les seves relacions amb el substrat indígena.
Samalús es va unir a Cànoves, en l'aspecte administratiu, el segle xiv, però s'erigí en batllia o municipi independent des de mitjan segle xvii fins cap al 1840. El seu centre històric és la parròquia de Sant Andreu de Samalús.
El lloc és àmpliament documentat, ja el 1002 hi tenia importants béns la canònica augustiniana de Santa Maria de Manlleu.

## Demografia
| Entitat de població     | Habitants (2023) |
| Cànoves                 | 1.213            |
| Can Volard              | 863              |
| el Mirador del Montseny | 787              |
| Samalús                 | 253              |
| la Parellada            | 112              |
| Can Sebastianet         | 58               |
| Ca l'Esmandia           | 34               |
| Cànoves Residencial     | 2                |
| Font: Idescat           |                  |

| 1497 f | 1515 f | 1553 f | 1717 | 1787 | 1857 | 1877 | 1887 | 1900 | 1910 |
| ------ | ------ | ------ | ---- | ---- | ---- | ---- | ---- | ---- | ---- |
| 37     | 42     | 46     | 598  | 486  | 940  | 814  | 779  | 697  | 747  |

| 1920 | 1930 | 1940 | 1950 | 1960 | 1970 | 1981 | 1990 | 1992  | 1994  |
| ---- | ---- | ---- | ---- | ---- | ---- | ---- | ---- | ----- | ----- |
| 735  | 669  | 723  | 720  | 618  | 564  | 576  | 889  | 1 033 | 1 033 |

| 1996  | 1998  | 2000  | 2002  | 2004  | 2006  | 2008  | 2010  | 2012  | 2014  |
| ----- | ----- | ----- | ----- | ----- | ----- | ----- | ----- | ----- | ----- |
| 1 552 | 1 659 | 1 870 | 2 066 | 2 297 | 2 490 | 2 693 | 2 809 | 2.865 | 2.863 |

| 2016  | 2018  | 2020  | 2022  | 2024  | 2026 | 2028 | 2030 | 2032 | 2034 |
| ----- | ----- | ----- | ----- | ----- | ---- | ---- | ---- | ---- | ---- |
| 2.873 | 2.995 | 3.156 | 3.289 | 3.315 | -    | -    | -    | -    | -    |

El primer cens és del 1857 després de la fusió de Cànoves i de Samalús. Les dades anteriors són la suma dels antics municipis.

## Política

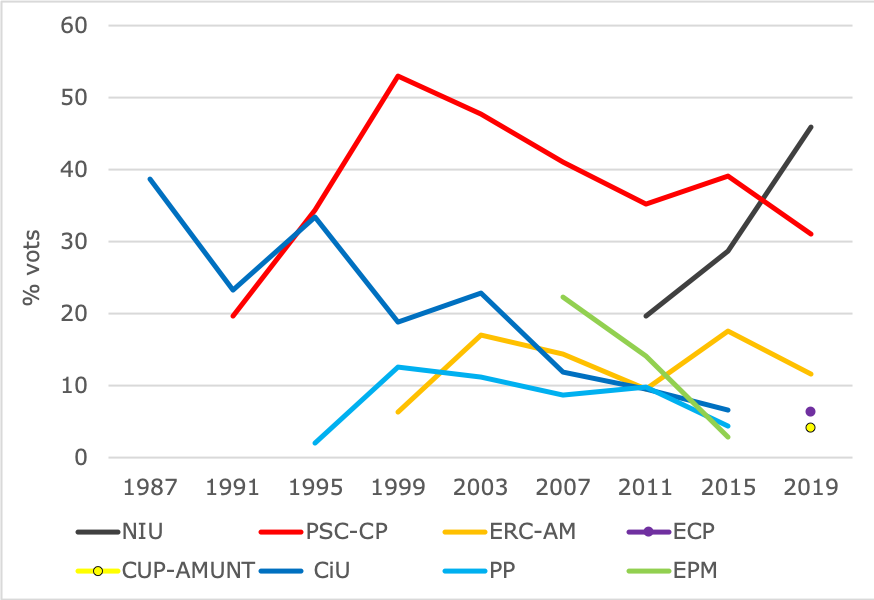
Històric de les eleccions municipals de Cànoves i Samalús

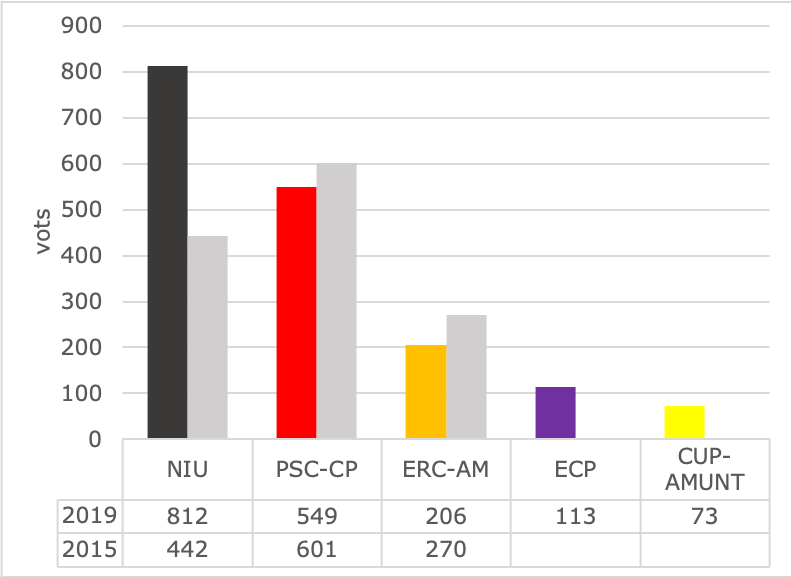
Resultats de les eleccions municipals

vegeu: Llista d'alcaldes de Cànoves i Samalús des de l'any 1901
| Legislatura | Nom del batlle           | Partit Polític |
| ----------- | ------------------------ | -------------- |
| 1979-1983   | Pere Pujolàs i Isart     | ICS            |
| 1983-1987   | Pere Pujolàs i Isart     | ICS            |
| 1987-1991   | Martí Traver i Costa     | I d. C.        |
| 1991-1995   | Martí Traver i Costa     | I d. C.        |
| 1995-1999   | Loreto Romero Peralvo    | PSC            |
| 1999-2003   | Loreto Romero Peralvo    | PSC            |
| 2003-2007   | Loreto Romero Peralvo    | PSC            |
| 2007-2011   | José Luis López Carrasco | PSC            |
| 2011-2015   | José Luis López Carrasco | PSC            |
| 2015-2019   | Josep Cuch i Codina      | NIU            |
| 2019-2023   | Josep Cuch i Codina      | NIU            |

| Eleccions municipals de 26 de maig de 2019 - Cànoves i Samalús                                                      |                                                               |                                     |                                     |       |          |          |
| Candidatura | Candidatura                                                   | Candidatura                         | Cap de llista                       | Vots  | Vots     | Regidors |
| | Nou Impuls i Unitat                                           |                                     | Josep Cuch i Codina                 | 812   | 45,90    | 6 (+2)   |
| | Partit dels Socialistes de Catalunya - Candidatura de Progrés |                                     | José Luis López Carrasco            | 549   | 31,03    | 4 (-1)   |
| | Esquerra Republicana de Catalunya - Acord Municipal           |                                     | Joan Carles Cusell i Galícia        | 206   | 11,64    | 1 (-1)   |
| | Cànoves i Samalús en Comú - En Comú Guanyem                   |                                     | Peret Dagas Román                   | 113   | 6,39     | 0        |
| | Candidatura d'Unitat Popular - Alternativa Municipalista      |                                     | David Montilla Vera                 | 73    | 4,13     | 0        |
| | Vots en blanc                                                 |                                     |                                     | 16    | 0,90     |          |
| Total vots vàlids i regidors                                                                                        | Total vots vàlids i regidors                                  | Total vots vàlids i regidors        | Total vots vàlids i regidors        | 1539  | 100 %    | 11       |
| | Vots nuls                                                     | Vots nuls                           | Vots nuls                           | 7     | 0,39     |          |
| Participació (vots vàlids més nuls)                                                                                 | Participació (vots vàlids més nuls)                           | Participació (vots vàlids més nuls) | Participació (vots vàlids més nuls) | 1776  | 74,34%** |          |
| Abstenció | Abstenció                                                     | Abstenció                           | Abstenció                           | 613*  | 25,66**  |          |
| Total cens electoral                                                                                                | Total cens electoral                                          | Total cens electoral                | Total cens electoral                | 2389* | 100 %**  |          |
| Alcalde: Josep Cuch i Codina (NIU)                                                                                  |                                                               |                                     |                                     |       |          |          |
| Fonts: Ministeri de l'Interior d'Espanya (* No són vots sinó electors. ** Percentatge respecte del cens electoral.) |                                                               |                                     |                                     |       |          |          |

## Transport

### Autobús
Els serveis d'autobusos de Cànoves i Samalús són gestionats per l'empresa Sagalés. Els serveis connecten els dos pobles amb poblacions properes mitjançant quatre línies.
| Línia               | Recorregut | Informació                                     |
| ------------------- | --- | ---------------------------------------------- |
| 426                 | Samalús - La Garriga | Només dies lectius (temporada escolar)         |
| 512                 | Cànoves - Les Franqueses del Vallès (Corró d'Amunt) - Granollers | De dilluns a divendres feiners (excepte agost) |
| 523 Recorregut verd | Cardedeu - Cànoves (Ca l'Esmandia - Cànoves Residencial - Cànoves (nucli) - La Rosaleda) - Cardedeu                                                                    | De dilluns a divendres feiners                 |
| 524 Recorregut blau | Cardedeu - Cànoves (Les Garrigues - Can Sebastianet) - Sant Pere de Vilamajor - Cànoves (Can Volart - Mirador del Montseny - Cànoves (nucli) - La Rosaleda) - Cardedeu | De dilluns a divendres feiners                 |

## Cultura
- La carbonera. Cada dos anys els carboners de professió del poble o gent que ha après la tradició fan una carbonera que romandrà encesa durant un mes i serà vigilada per torns. Un cop el carbó està fet, els vilatans es reuneixen per compartir un sopar amb productes de la terra, al costat del foc i gaudint la música i la festa. És una tradició molt antiga que aquest municipi s'esforça a mantenir.
- La Fira de Sant Ponç, on es concentren els artesans per presentar els seus treballs o manipulacions ja bé sigui a nivell d'objectes o d'alimentació, així doncs la mel i les herbes són elements que no poden faltar.

## Llocs d'interès
- Restes del castell de Cànoves

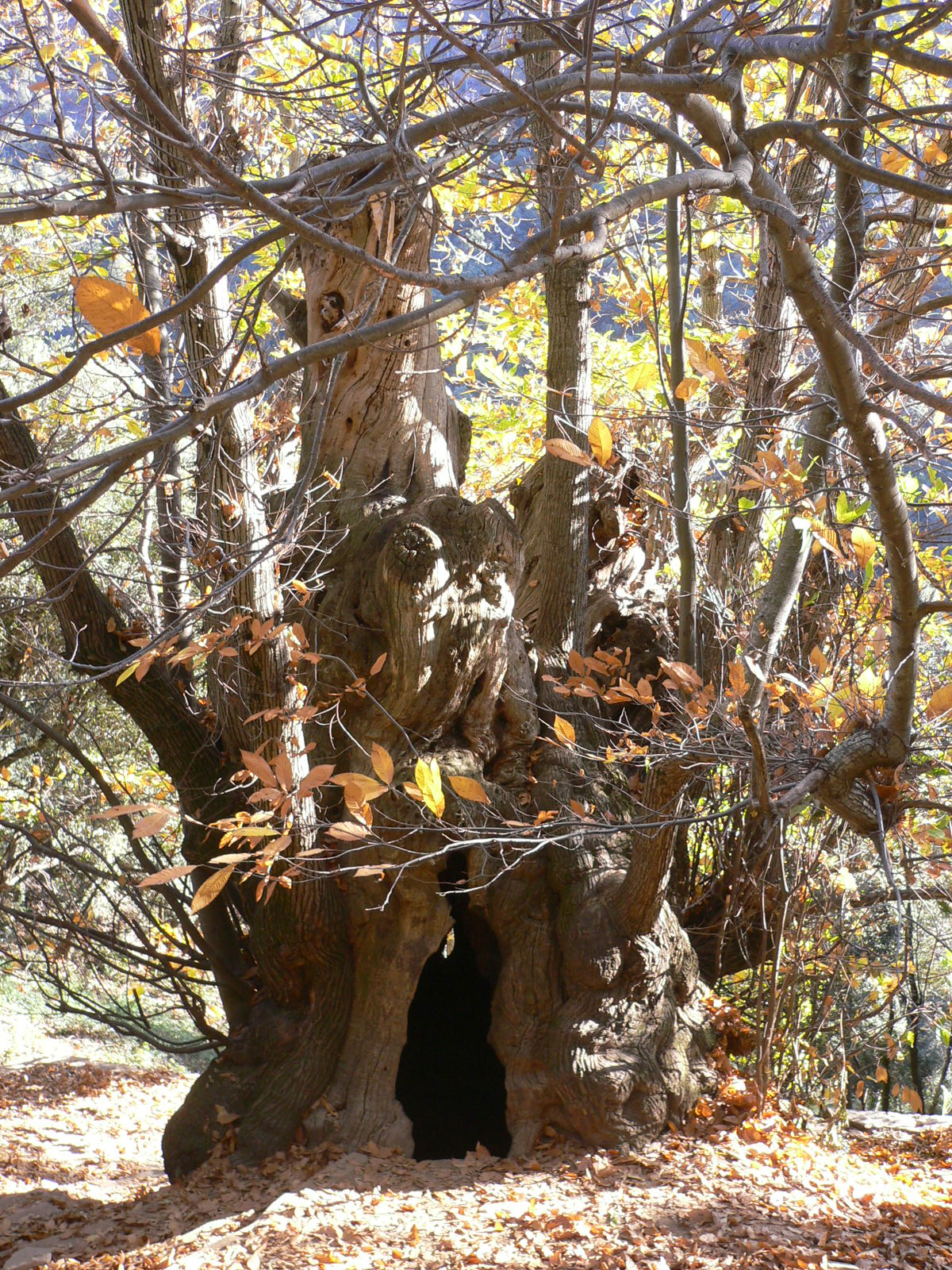
El castanyer de Can Cuc

- Castell de Samalús, reconstruït a principis del s. XX
- Església de Sant Andreu de Samalús, d'origen romànic
- Santuari de la Mare de Déu de la Salut, al costat de l'església de Sant Andreu, del s. XVIII
- Església de Sant Muç de Cànoves, d'origen romànic
- Castanyer de Can Cuc, arbre monumental de Catalunya
- Ermita de Sant Salvador de Terrades, d'estil historicista
- Poblat Ibèric del Puig del Castell, jaciment iber.